# Verbandsgemeinde Prüm
Die Verbandsgemeinde Prüm ist eine Gebietskörperschaft im Eifelkreis Bitburg-Prüm in Rheinland-Pfalz. Der Verbandsgemeinde gehören die Stadt Prüm sowie 43 weitere Ortsgemeinden an, der Verwaltungssitz ist in der namensgebenden Stadt Prüm, eine Außenstelle der Verwaltung befindet sich in der Gemeinde Bleialf. Mit einer Fläche von 465 km² ist sie die größte Verbandsgemeinde in Rheinland-Pfalz. Im Westen grenzt sie an das Königreich Belgien und im Norden an das Land Nordrhein-Westfalen.

## Verbandsangehörige Gemeinden
| Ortsgemeinde, Stadt   | Fläche (km²) | Einwohner |
| --------------------- | ------------ | --------- |
| Auw bei Prüm          | 22,11        | 601       |
| Bleialf               | 7,55         | 1.350     |
| Brandscheid           | 16,26        | 304       |
| Buchet                | 13,32        | 246       |
| Büdesheim             | 13,64        | 571       |
| Dingdorf              | 3,81         | 115       |
| Feuerscheid           | 5,92         | 306       |
| Fleringen             | 8,50         | 405       |
| Giesdorf              | 3,55         | 115       |
| Gondenbrett           | 23,05        | 479       |
| Großlangenfeld        | 6,98         | 132       |
| Habscheid             | 17,60        | 656       |
| Heckhuscheid          | 8,28         | 157       |
| Heisdorf              | 3,91         | 117       |
| Hersdorf              | 12,86        | 399       |
| Kleinlangenfeld       | 7,82         | 143       |
| Lasel                 | 4,51         | 291       |
| Masthorn              | 4,54         | 56        |
| Matzerath             | 4,31         | 45        |
| Mützenich             | 6,43         | 112       |
| Neuendorf             | 5,71         | 100       |
| Niederlauch           | 0,79         | 31        |
| Nimshuscheid          | 5,06         | 259       |
| Nimsreuland           | 4,43         | 93        |
| Oberlascheid          | 9,39         | 135       |
| Oberlauch             | 3,59         | 72        |
| Olzheim               | 16,22        | 581       |
| Orlenbach             | 6,21         | 252       |
| Pittenbach            | 3,85         | 97        |
| Pronsfeld             | 15,37        | 987       |
| Prüm, Stadt           | 22,86        | 5.284     |
| Rommersheim           | 16,97        | 671       |
| Roth bei Prüm         | 19,08        | 440       |
| Schönecken            | 13,36        | 1.450     |
| Schwirzheim           | 13,68        | 458       |
| Seiwerath             | 8,94         | 130       |
| Sellerich             | 17,37        | 288       |
| Wallersheim           | 14,51        | 718       |
| Watzerath             | 4,62         | 413       |
| Wawern                | 7,65         | 255       |
| Weinsheim             | 24,03        | 1.050     |
| Winringen             | 2,55         | 53        |
| Winterscheid          | 8,50         | 140       |
| Winterspelt           | 25,60        | 842       |
| Verbandsgemeinde Prüm | 465,29       | 21.399    |

(Einwohner am 31. Dezember 2024)

## Geschichte
Das Gebiet der Verbandsgemeinde Prüm ist 1970 im Zuge der Funktional- und Gebietsreform aus fünf zuvor eigenständigen Amtsbezirken entstanden.

## Bevölkerungsentwicklung
Entwicklung der Einwohnerzahl auf dem Gebiet der heutigen Verbandsgemeinde Prüm; die Werte von 1871 bis 1987 beruhen auf Volkszählungen:
| Verbandsgemeinde Prüm: Einwohnerzahlen von 1815 bis 2023 | Verbandsgemeinde Prüm: Einwohnerzahlen von 1815 bis 2023 | Verbandsgemeinde Prüm: Einwohnerzahlen von 1815 bis 2023 | Verbandsgemeinde Prüm: Einwohnerzahlen von 1815 bis 2023 | Verbandsgemeinde Prüm: Einwohnerzahlen von 1815 bis 2023 |
| -------------------------------------------------------- | -------------------------------------------------------- | -------------------------------------------------------- | -------------------------------------------------------- | -------------------------------------------------------- |
| Jahr                                                     |                                                          |                                                          |                                                          | Einwohner                                                |
| 1815                                                     | 1815                                                     |                                                          | 10.777                                                   | 10.777                                                   |
| 1835                                                     | 1835                                                     |                                                          | 14.743                                                   | 14.743                                                   |
| 1871                                                     | 1871                                                     |                                                          | 17.419                                                   | 17.419                                                   |
| 1905                                                     | 1905                                                     |                                                          | 16.958                                                   | 16.958                                                   |
| 1939                                                     | 1939                                                     |                                                          | 22.365                                                   | 22.365                                                   |
| 1950                                                     | 1950                                                     |                                                          | 19.370                                                   | 19.370                                                   |
| 1961                                                     | 1961                                                     |                                                          | 19.648                                                   | 19.648                                                   |
| 1970                                                     | 1970                                                     |                                                          | 20.521                                                   | 20.521                                                   |
| 1987                                                     | 1987                                                     |                                                          | 20.430                                                   | 20.430                                                   |
| 1997                                                     | 1997                                                     |                                                          | 22.122                                                   | 22.122                                                   |
| 2005                                                     | 2005                                                     |                                                          | 21.736                                                   | 21.736                                                   |
| 2023                                                     | 2023                                                     |                                                          | 21.725                                                   | 21.725                                                   |
|                                                          |                                                          |                                                          |                                                          |                                                          |

## Politik

### Verbandsgemeinderat
Der Verbandsgemeinderat Prüm besteht aus 36 ehrenamtlichen Ratsmitgliedern, die bei der Kommunalwahl am 9. Juni 2024 in einer personalisierten Verhältniswahl gewählt wurden, und dem hauptamtlichen Bürgermeister als Vorsitzendem.
Die Sitzverteilung im Verbandsgemeinderat:
| Wahl | SPD | CDU | Grüne | FDP | FW | WGR | Gesamt   |
| ---- | --- | --- | ----- | --- | -- | --- | -------- |
| 2024 | 5   | 13  | 2     | 1   | 15 | –   | 36 Sitze |
| 2019 | 5   | 15  | 4     | 2   | 10 | –   | 36 Sitze |
| 2014 | 6   | 20  | 3     | 1   | 6  | –   | 36 Sitze |
| 2009 | 6   | 19  | 2     | 2   | 7  | –   | 36 Sitze |
| 2004 | 7   | 21  | –     | 1   | 5  | 2   | 36 Sitze |

- FW = Freie Wähler (bis zur Wahl 2019 Freie Wählergemeinschaft Prümer Land e. V. (FWG))

### Bürgermeister
Bürgermeister der Verbandsgemeinde Prüm ist seit dem Jahr 1991 Aloysius Söhngen (CDU). Bei der Direktwahl am 24. September 2017 wurde er mit einem Stimmenanteil von 80,96 % für weitere acht Jahre im Amt bestätigt.

### Wappen
| Wappen von Verbandsgemeinde Prüm | Blasonierung: „Schild geteilt, unten gespalten, oben in rot silbernes Salvatorlamm mit silberner Fahne, darin ein rotes Kreuz, unten vorne ein fünfstrahliger schwarzer Stern in Silber, unten hinten drei silberne Tatzenkreuze in schwarz.“ |
| Wappen von Verbandsgemeinde Prüm | Wappenbegründung: Das Wappen ist dreigeteilt und enthält die Wappen der drei größten Territorien, die vor 1794 das Prümer Land beherrschten. Die obere Hälfte des Wappens zeigt das stehende Lamm, das zahlreiche Klöster, die dem Salvator geweiht waren, als Wappenzeichen gebrauchten. Das älteste bekannte Wappen der Abtei Prüm stammt aus dem Jahre 1342 und zwar finden wir es im Siegel des Abtes Dieter von Katzenelnbogen. Das Wappen des Amtes Schönecken zeigt den Drudenfuß, einen fünfzackigen Stern. Es ist ein altes Schöffensiegel, zum ersten Male belegt im Jahre 1388. Die drei silbernen Kreuze auf schwarzem Grund sind das Wappen der Herrschaft Schönberg. Es ist an der von Johann von Schönberg, Erzbischof und Administrator von Prüm gestifteten Kanzel in Prüm und am Rathaus zu finden. |